# Puzieux (Moselle)
Puzieux ist eine französische Gemeinde mit 168 Einwohnern (Stand 1. Januar 2022) im Département Moselle in der Region Grand Est (bis 2015 Lothringen). Sie gehört zum Arrondissement Sarrebourg-Château-Salins.

## Geographie
Puzieux liegt 28 Kilometer nordöstlich von Nancy im Saulnois (Salzgau) auf einer Höhe zwischen 207 und 401 m über dem Meeresspiegel. Das Gemeindegebiet umfasst 6,27 km². An der südlichen Gemeindegrenze verläuft das Flüsschen Saint-Jean.

## Geschichte
Der Name des Orts leitet sich von gallo-römisch puteolus (kleine Quelle) ab. Das Dorf gehörte früher zum Herzogtum Lothringen und kirchlich zum Bistum Metz. Dessen lothringischer Teil war Bestandteil der Salmschen Baronie Viviers, deren Hauptort das Dorf Viviers war. Die Region kam 1661 zu Frankreich.
Der Rost im Gemeindewappen weist auf das Martyrium des örtlichen Schutzpatrons Laurentius hin; die zwölf goldenen Kugeln erinnern an die Station Nr. 12 („Ad duodecimum“) an der Römerstraße von Metz nach Straßburg.
Im Dreißigjährigen Krieg wurde die Ortschaft zerstört und aufgegeben. Erst im 18. Jahrhundert wurde sie wiederaufgebaut und neu besiedelt.
Durch den Frankfurter Frieden vom 10. Mai 1871 kam die Region an Deutschland und das Dorf wurde dem Kreis Château-Salins, Bezirk Lothringen,  im Reichsland Elsaß-Lothringen zugeordnet. Nach dem Ersten Weltkrieg musste die Region aufgrund der Bestimmungen des Versailler Vertrags 1919 an Frankreich abgetreten werden. Im Zweiten Weltkrieg war die Region von der deutschen Wehrmacht besetzt.
1915–18 und 1940–44 trug das Dorf den eingedeutschten Namen Püschingen.

### Bevölkerungsentwicklung
| Jahr                       | 1962 | 1968 | 1975 | 1982 | 1990 | 1999 | 2007 | 2019 |
| Einwohner                  | 160  | 138  | 131  | 137  | 130  | 142  | 169  | 176  |
| Quellen: Cassini und INSEE |      |      |      |      |      |      |      |      |

## Sehenswürdigkeiten
- Kirche St. Laurentius (Saint-Laurent)
- Kapelle Unserer Lieben Frau der Barmherzigkeit (Notre-Dame-de-Pitié)

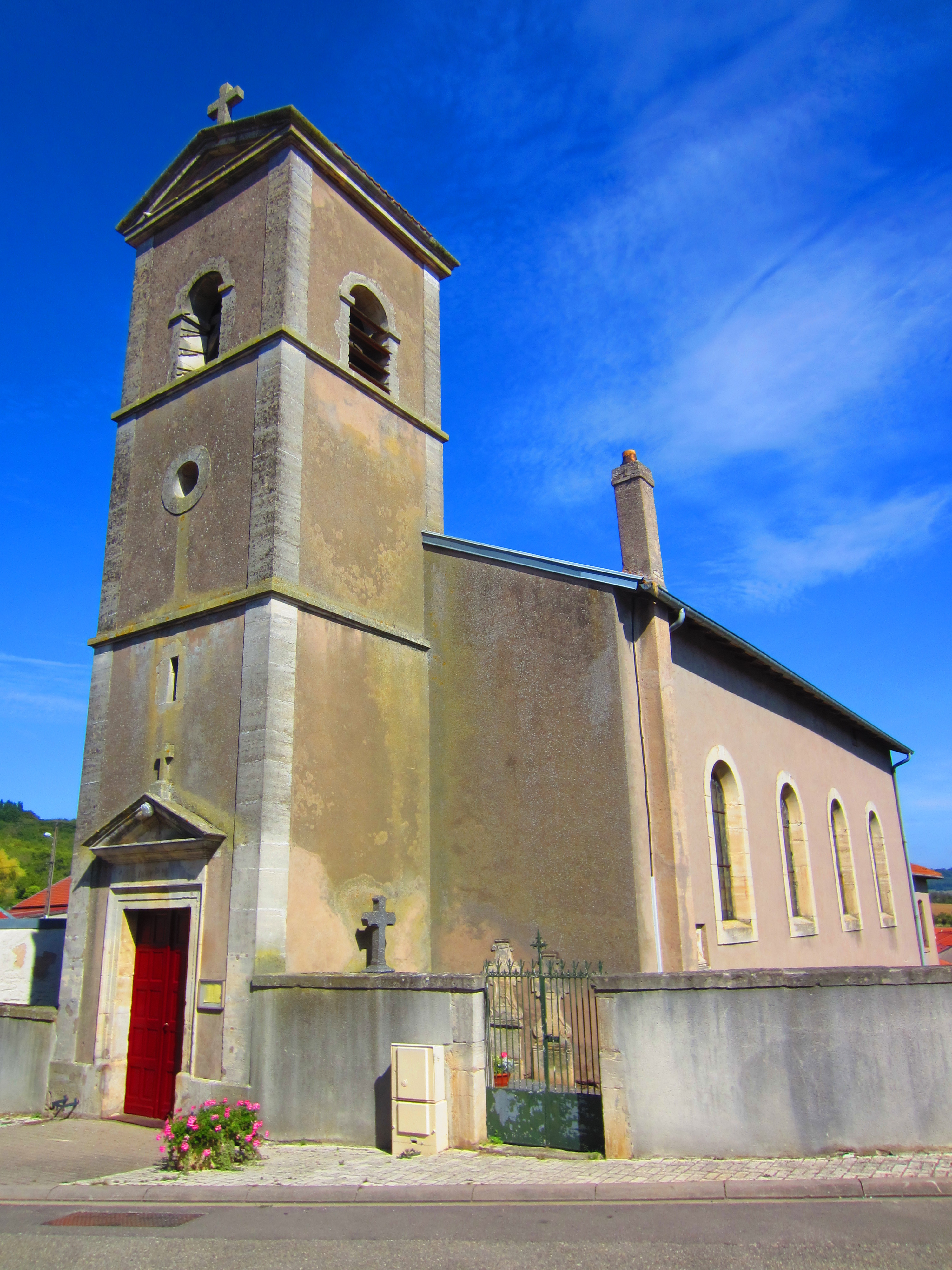
Kirche St. Laurentius
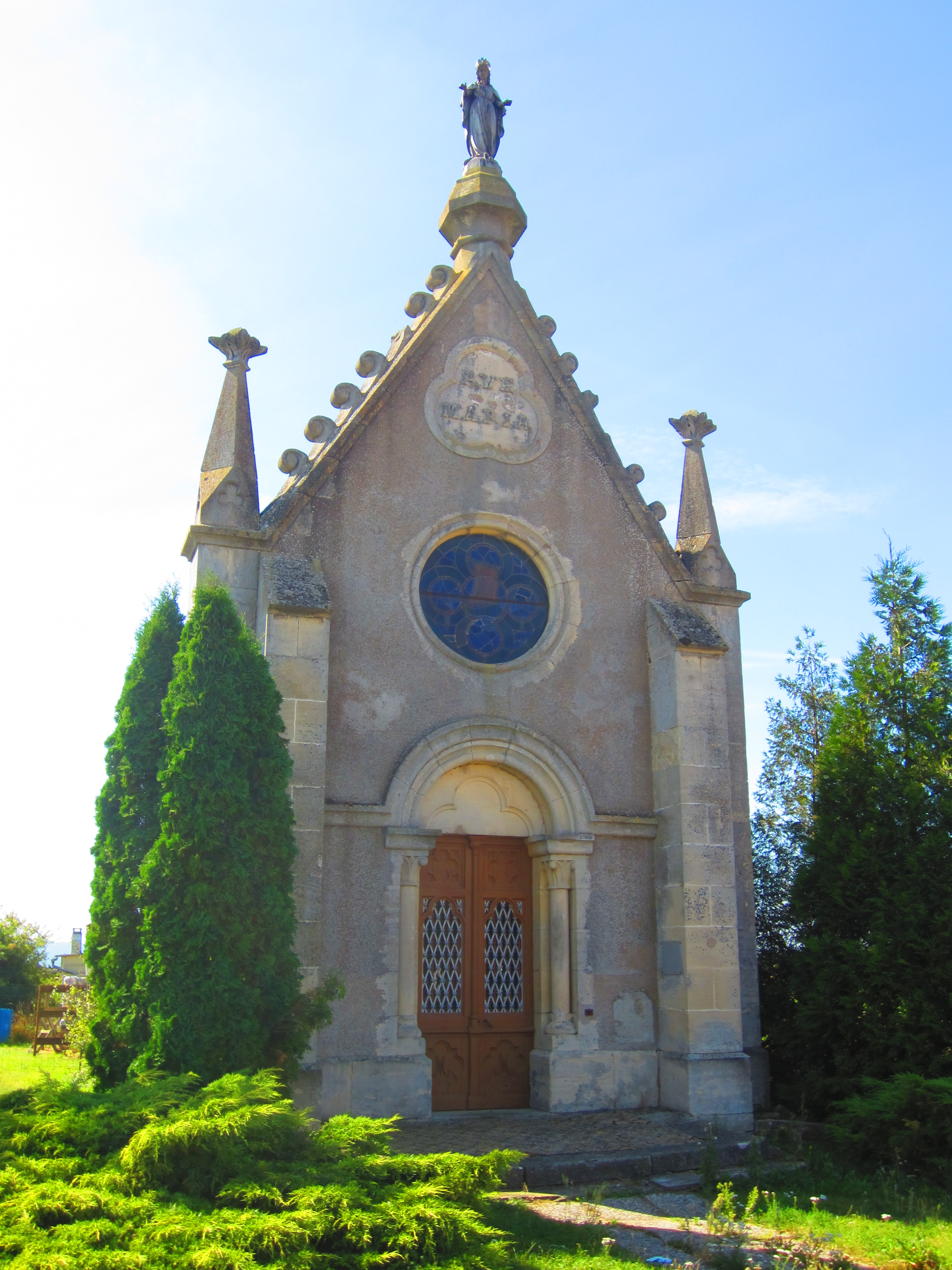
Kapelle Unserer Lieben Frau der Barmherzigkeit

## Belege
1. ↑  Wappenbeschreibung auf genealogie.lorraine.fr (französisch)